# Centre de formation de l'USA Perpignan
 (avril 2025).
Le centre de formation de l'USA Perpignan est basé à Perpignan. Il y forme des jeunes joueurs de rugby à XV dans le but de les faire passer professionnels, si possible, sous les couleurs de l'USA Perpignan. Il a été fondé en 2003 et est aujourd'hui dirigé par Bruno Rolland et Matthieu Julia.

## Histoire
Le centre de Formation de l'Union sportive arlequins perpignanais est créé en 2003. Il accompagne chaque saison les plus forts potentiels du club entre 17 et 23 ans dans leur double projet de formation sportif et scolaire.
Le centre de formation est régulièrement classé parmi les meilleurs de France. Il est classé deuxième centre de formation des clubs de Top 14 par la Ligue nationale de rugby en 2013-2014, puis deuxième des clubs de Pro D2 lors des deux saisons suivantes.

## Structures

### Staff administratif et sportif
- Directeur du centre de formation : Bruno Rolland
- Responsable sportif : Matthieu Julia

### Entraîneurs de l'équipe Espoirs
- 2004-2006 : Franck Azéma
- 2016-2018 : Matthieu Julia, Jacques Basset et David Marty
- 2018- : David Marty et Guillaume Vilaceca

## Joueurs passés au centre de formation

### Joueurs internationaux
Mise à jour le 14 mars 2020
- Guilhem Guirado (74 sélections)
- Jérôme Porical(4 sélections)
- Jérôme Schuster (2 sélections)
- Sébastien Vahaamahina (46 sélections)
- Romain Taofifénua (17 sélections)
- Adrien Planté (2 sélections)
- Tommaso Allan (57 sélections)
- Nans Ducuing (4 sélections)
- Sébastien Taofifénua (2 sélections)

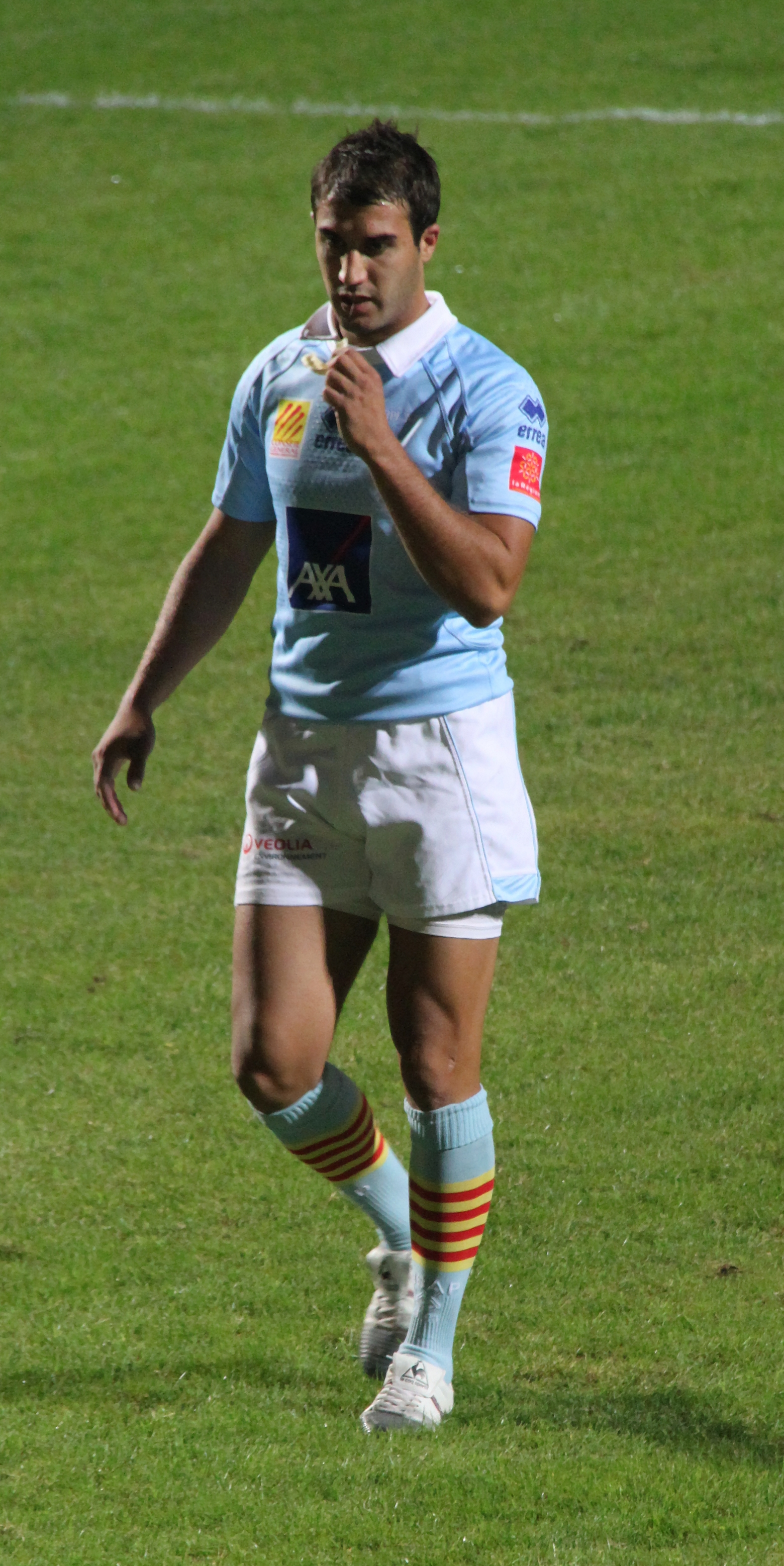
Jérôme Porical
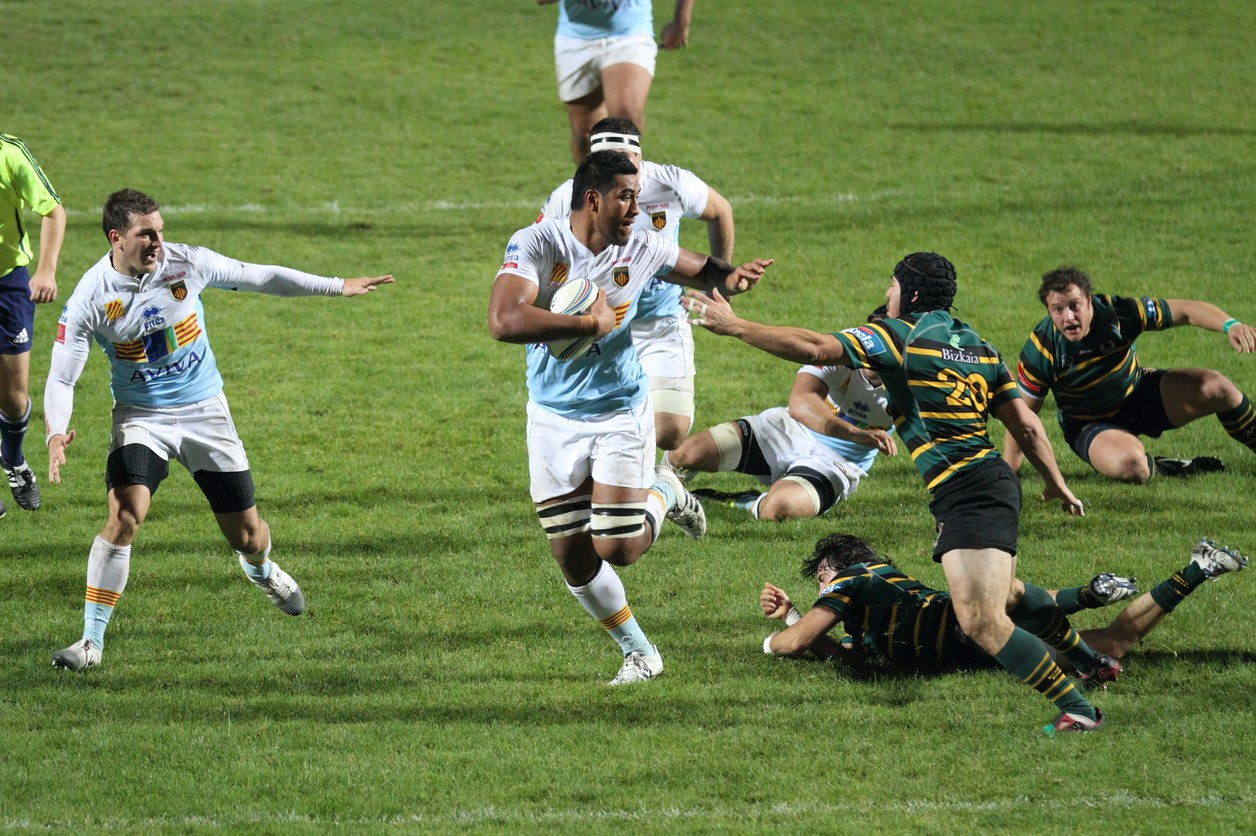
Sébastien Vahaamahina
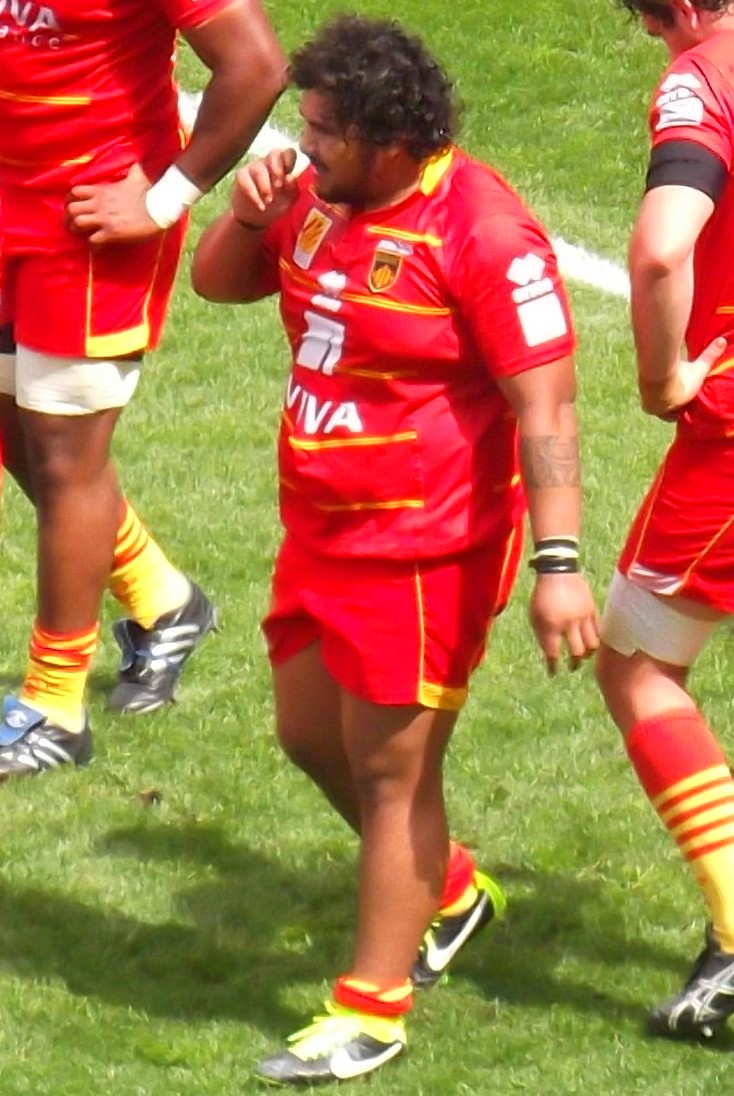
Sébastien Taofifénua

### Champions du monde juniors
- Champions du monde des moins de 21 ans en 2006 (3) :
  - Guilhem Guirado
  - Laurent Sempéré
  - Matthieu Bourret

- Champions du monde des moins de 20 ans en 2018 (1) :
  - Alban Roussel